# 2Be3
2Be3 је био француски дечачки бенд који је био активан од 1996. до 2001.

## Историја
2Be3 је основан 1996. и састојао се од тројице пријатеља из детињства из Лонгжумоа (предграђе Париза): Филип Николић, Адел Качерми и Френк Дилеј. Инспирисана енглеским бендовима као што су Take That и Worlds Apart, група је произвела 3 студијска албума и разне компилације пре него што се распала 2001.
Име 2Бе3 је била игра речи на енглеском језику да буде слободан и да буде три. Отуда се име бенда изговарало на енглеском, а не на француском.
Веома популарни у Француској, упркос покушајима да разбију америчко и британско тржиште (преко сингла на енглеском језику, Excuse My French, који је у Мајамију продуцирао Дезмонд Чајлд ), њихов једини значајан успех на листама догодио се у њиховој матичној земљи. 1997. појавили су се у сопственој телевизијској серији (названој Pour être libre) која је трајала 40 епизода на ТФ1, а објављено је и неколико видео записа укључујући и концерт уживо из Берси арене у Паризу. Њихова песма "Toujours là pour toi" је француска обрада песме "Never Gonna Give You Up", коју је оригинално отпевао Рик Естли.
Током 2000. отишли су на промотивну турнеју по Француској, Немачкој, Енглеској, Швајцарској, Белгији и Југославији. 2001. одлазе у Азију на вишемесечну турнеју и издају албум Excuse My French, који је тамо доживео велики успех.

## После распада
Након распада, Филип Николић је имао улогу у филму Симон Сез са Денисом Родманом и појавио се у француској верзији I'm a Celebrity...Get Me Out of Here! 2006. Николић је касније имао телевизијску каријеру као комичар. Од 2002. до 2007. имао је понављајућу улогу Јана Болдека у француској серији Наваро, а од 2007. до 2009. у серији Бригада Наваро. Филип је наводно припремао соло албум када је преминуо од срчаног удара 16. септембра 2009. Имао је 35 година.

## Дискографија

### Албуми
| Година                                         | Албум            | Топ листе | Топ листе | Сертификати                              |
| Година                                         | Албум            | ФРА       | БЕЛ       | Сертификати                              |
| ---------------------------------------------- | ---------------- | --------- | --------- | ---------------------------------------- |
| 1997                                           | Partir un jour   | 2         | 3         | - БЕЛ : платинаста - ФРА : 3× платинаста |
| 1997                                           | Remix Collector  | 14        | —         |                                          |
| 1998                                           | 2 Be 3           | 4         | 6         | - БЕЛ: златни - ФРА: 2× златни           |
| 1999                                           | Bercy 98         | 38        | —         |                                          |
| 2001                                           | L'Essential      | —         | —         |                                          |
| 2001                                           | Excuse My French | —         | —         |                                          |
| „—“ означава издања која нису доспела на листу |                  |           |           |                                          |

### Синглес
| Година                                  | Сингл                      | Топ листе | Топ листе | Сертификат                  |
| Година                                  | Сингл                      | ФРА       | БЕЛ       | Сертификат                  |
| --------------------------------------- | -------------------------- | --------- | --------- | --------------------------- |
| 1996                                    | "Partir un jour"           | 2         | 4         | - БЕЛ: Златни - ФРА: Златни |
| 1997                                    | "Toujours là pour toi"     | 4         | 12        | - ФРА: Златни               |
| 1997                                    | "Donne"                    | 8         | 19        |                             |
| 1997                                    | "La salsa"                 | 7         | 11        | - ФРА: Златни               |
| 1997                                    | "2 Be 3 (Pour être libre)" | 15        | 17        | - ФРА: Златни               |
| 1998                                    | "Don't Say Goodbye"        | 14        | 22        | - ФРА: Златни               |
| 1998                                    | "Regarde-moi"              | 27        | —         |                             |
| 2000                                    | "Excuse My French"         | 71        | —         |                             |
| 2000                                    | "Even If"                  | —         | —         |                             |
| "—" denotes releases that did not chart |                            |           |           |                             |

### Видео издања
| Година | Назив                 | Сертификат        |
| ------ | --------------------- | ----------------- |
| 1997   | En Coulisses – Vol. 1 | - ФРА: Дијамант   |
| 1997   | En Coulisses – Vol. 2 | - ФРА: 3× платина |
| 1998   | Live au Zénith        | - ФРА: 3× платина |